# Вінцент Томашевич

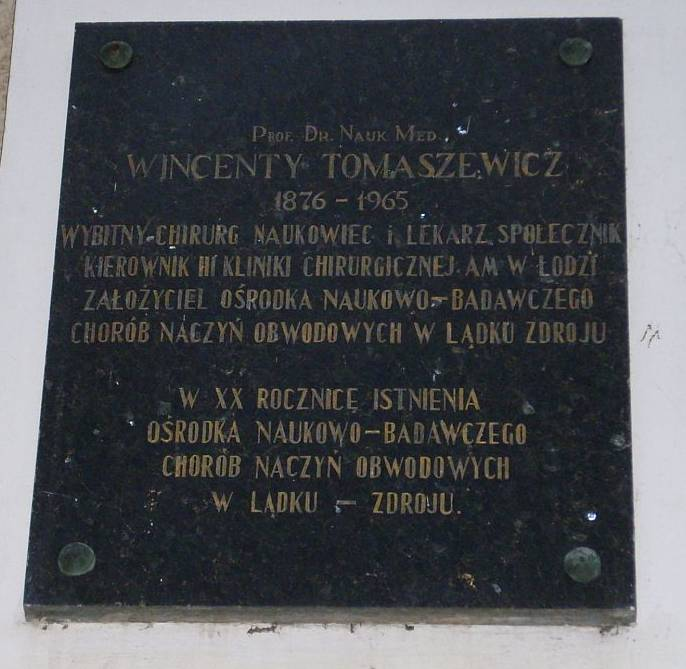
Пам'ятна дошка в Лёндек-Здруй

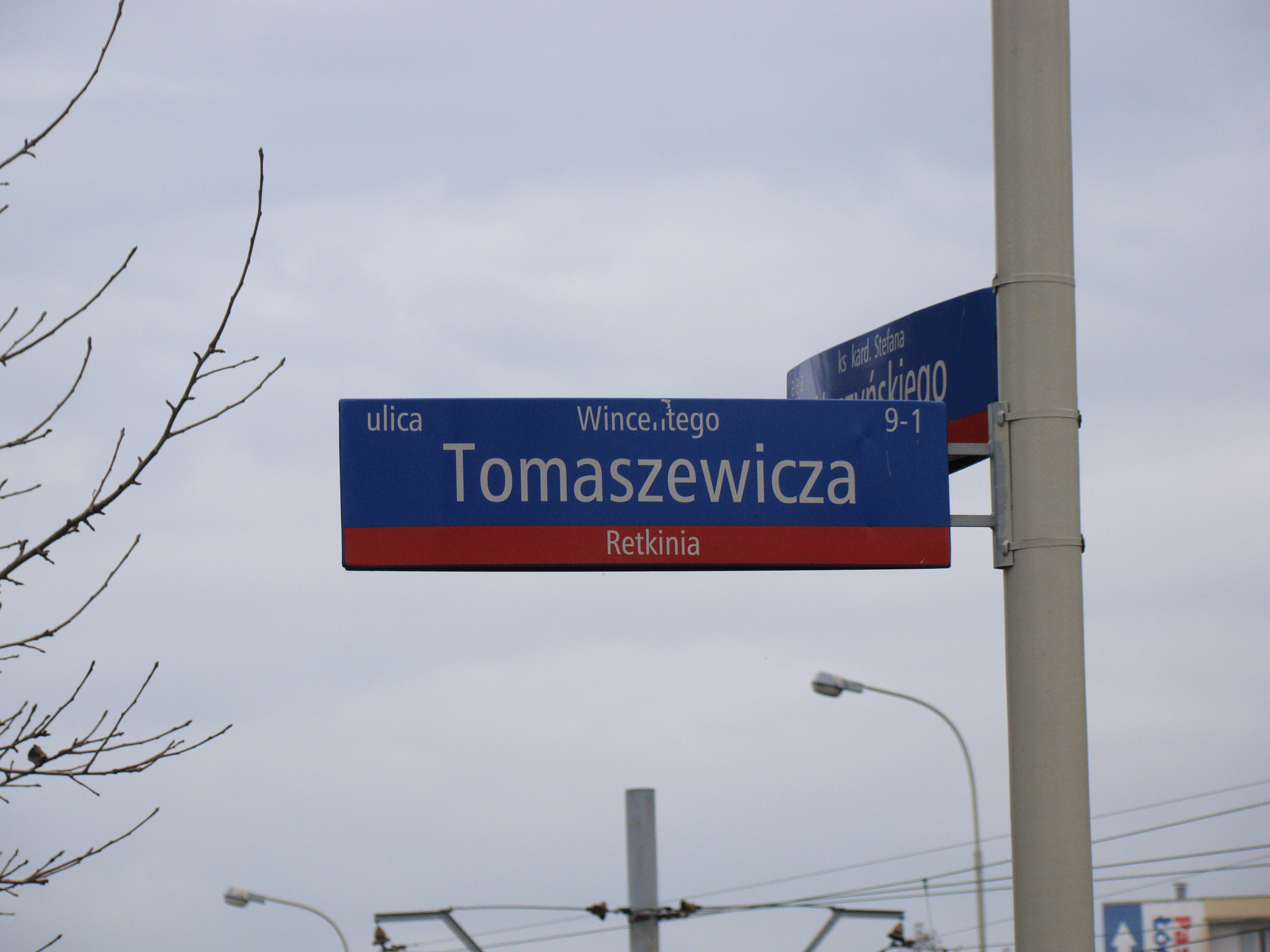
Вулиця Вінцента Томашевича в Лодзі

Вінцент Томашевич (5 квітня 1876, поблизу Могильова — 4 червня 1965, Лодзь) — польський хірург.

## Життєпис
Він був онуком лікаря, сином Цезарія (залізничника). Закінчив гімназію в Єльцькому. З 1894 по 1900 рік вивчав медицину в Московському університеті. Оскільки його спроба залишитися в університеті на кафедрі професора Клейна (хірурга) не вдалася через неприязнь ректора до поляків, він влаштувався на першу роботу дільничним лікарем у Липецькому районі Тамбовської губернії.
Під час Першої світової війни з жовтня 1915 року, обіймав посаду головного лікаря губернської лікарні в Катеринославі. У 1916 році він був серед організаторів університету в цьому місті, разом з професором Владиславом Дзержинським.
Наприкінці липня 1922 року вирішив виїхати до Польщі. Тут, після невдалих спроб влаштуватися на роботу у Варшавському університеті, через життєву необхідність, у жовтні того ж року влаштувався контрактним лікарем-хірургом у лікарню в Грудзьондз. Опальний серед місцевої медичної спільноти, не в останню чергу через свою соціальну діяльність на користь бідних пацієнтів, він прийняв пропозицію заступника головного лікаря Лодзинської лікарняної каси (Kasa Chorych), де обійняв посаду на початку квітня 1925 року, ставши одним зі значних співорганізаторів соціальної медицини в Лодзі, в рамках діяльності каси. Працював за операційним столом у клініках і лікарнях, а також активно займався викладацькою діяльністю. У 1938 році був членом місцевого організаційного комітету Вищої медичної школи в Лодзі, діяльність якої була перервана початком Другої світової війни.
9 листопада 1939 року він був заарештований разом з п'ятдесятьма іншими відомими мешканцями Лодзі як заручник у рамках репресивної акції Інтелігенція-Літцманштадт, спрямованої проти місцевої інтелігенції та проведеної місцевим гестапо. Арештованих помістили в тимчасовий табір на фабриці Міхала Глейзера в Радогощі на вулиці Краківській, 55 (сьогодні вулиця Лісняста, 17). З невідомої причини його виділили з цієї групи, яку розстріляли 12 листопада 1939 року в лісах Люмежа. Під час перебування в таборі виконував обов'язки табірного лікаря, звідки разом з іншими в'язнями був переведений у січні 1940 року на фабрику Самуеля Аббе і звільнений 16 січня 1940 року. Після звільнення, побоюючись подальших репресій, виїхав із родиною до Генеральної Губернії, до Варшави, де працював під чужим ім'ям робітником у будівельному магазині.
Під час Варшавського повстання був начальником санітарної служби в загоні «Бакцил-Північ». Керував бригадою хірургів у Центральному повстанському хірургічному шпиталі № 1. Після припинення повстання (жовтень 1944 р.) пройшов через табір для переміщених осіб у Прушкові, звідки був звільнений через похилий вік.
Після Другої світової війни був одним із засновників Лодзького університету (11 червня 1945 р.) і деканом його медичного факультету. Згодом був одним з організаторів Медичної академії в Лодзі, створеної на базі згаданого вище медичного факультету Лодзького університету (24 жовтня 1949 року). У 1954 році був призначений там професором хірургії. Крім того, він був засновником (1950-ті роки) науково-дослідного центру захворювань периферичних судин у Льондек-Здруй.
Активіст Демократичної партії. Був радником в останній довоєнній міській раді Лодзі, а після війни, протягом 10 років, також як активіст СД, членом президії Міської національної ради в Лодзі.
Похований на міському кладовищі Доли в Лодзі.
Нагороджений орденами «Прапор Труди» II (1954) та І ступенів та Золотим Хрестом Заслуги.
Його автобіографічні спогади були опубліковані посмертно і містять багато цікавої та актуальної інформації, зокрема, про організацію соціальної служби охорони здоров'я в Лодзі у міжвоєнний період та створення Катеринославського університету. Його ім'ям названо вулицю в районі Реткіня в Лодзі.